# سه‌گانه ویپل
تریاد ویپل  یا علائم سه‌گانهٔ ویپل (به انگلیسی: Whipple's triad) مجموعه ای از سه معیار (به زبان انگلیسی: Whipple's criteria) است که علائمِ ناشی از افت قند خون یک بیمار را معرفی می‌کند. تریاد به روش‌های گوناگونی بیان شده‌است، اما حالت اصلی به این صورت است:
1. علائم شناخته شده هیپوگلیسمی  و یا مشکوک به آن، به خصوص پس از روزه داری یا ورزش سنگین
2. گلوکز پایین پلاسما (که در هنگام بروز علائم اندازه‌گیری شده) <50 [۱]
3. بهبود علائم با افزایش سطح گلوکز به میزان نرمال[۲]

## تاریخچه
این معیار به سال ۱۹۳۰ بازمی‌گردند، هنگامی که چندین بیمار مبتلا به علائم هیپوگلیسمی (مانند لرز، سنکوپ یا تعریق)، با جراحی برای برداشتن انسولینوما درمان شدند. با این حال، مشخص شد که درصد زیادی از افراد مبتلا به علائم هیپوگلیسمی نیازی به جراحی نداشتند. تست تشخیصی، ابتدایی بود؛ به جز یک آزمایش خام مثل اندازه‌گیری غیر مستقیم غلظت گلوکز خون، هیچ راهی برای اندازه‌گیری هورمون‌ها و متابولیت‌ها مانند انسولین و روش‌های تصویربرداری برای ارگان‌های داخلی مانند پانکراس وجود نداشت.
آلن اُ. ویپل  که جراحی شناخته شده و پیشگام در جراحی پانکراس بود در مقاله ای تحت عنوان «جراحی درمانی هیپرانسولینیسم»،  پیشنهاد کرد که هیچ عمل جراحی پانکراس برای بررسی انسولینوما انجام نشود، مگر اینکه این معیارها رؤیت شوند.

## استفاده فعلی از تریاد
استفاده و اهمیت این معیار در قرن گذشته تکامل یافته‌است، زیرا درک ما از اشکال مختلف هیپوگلیسمی افزایش یافته و آزمایش‌های تشخیصی و روش‌های تصویربرداری بهبود یافته‌است. معیارهای ویپل دیگر برای توجیه جراحی برای انسولینوما استفاده نمی‌شود، بلکه برای جدا کردن هیپوگلیسمی واقعی (که در آن، گلوکز پایین ثبت می‌شود) از سایر شرایط، که در آن‌ها علائم هیپوگلیسمی وجود دارد، اما مقادیر کم قند را نمی‌توان ثابت کرد کاربرد دارد. این معیار در حال حاضر بیشتر توسط متخصصان غدد استفاده می‌شوند تا جراحان.

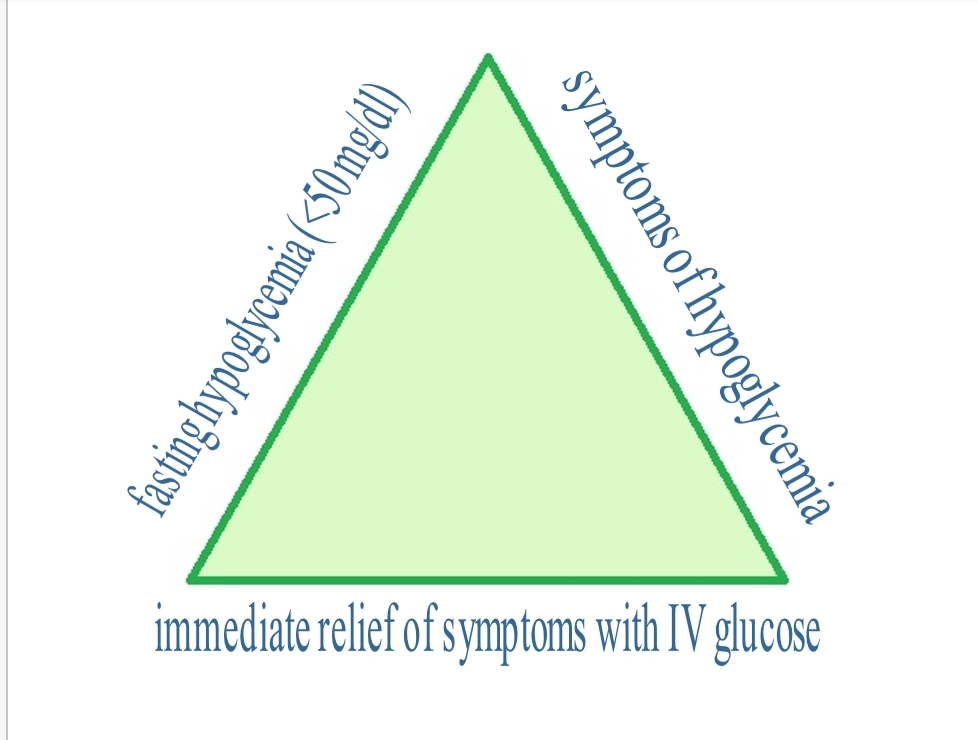
تریاد ویپل، تشخیص هیپوگلیسمی